# Carex ruthsatziae
Carex ruthsatziae là một loài thực vật có hoa trong họ Cói. Loài này được G.A.Wheeler mô tả khoa học đầu tiên năm 2002.